# Andraca olivacens
Andraca olivacens är en fjärilsart som beskrevs av Clayton Dissinger Mell 1958. Andraca olivacens ingår i släktet Andraca och familjen silkesspinnare. Inga underarter finns listade i Catalogue of Life.